# Scorpaena bergii
Scorpaena bergii és una espècie de peix pertanyent a la família dels escorpènids.
Fa 10 cm de llargària màxima. És un peix marí, associat als esculls de corall i de clima subtropical (41°N-7°N) que viu fins als 75 m de fondària.
Es troba a l'Atlàntic occidental: des de Bermuda, Nova York i Florida, les Bahames i Mèxic fins al nord de Sud-amèrica.
És inofensiu per als humans.